# Shiinoa occlusa
Shiinoa occlusa is een eenoogkreeftjessoort uit de familie van de Shiinoidae. De wetenschappelijke naam van de soort is voor het eerst geldig gepubliceerd in 1968 door Kabata.